# Albertus van Harinxma thoe Slooten (1930-2012)
Albertus baron van Harinxma thoe Slooten (Amsterdam, 18 oktober 1930 – Nieuwerkerk, 13 juni 2012) was een Nederlands politicus van de VVD.
Hij werd geboren als zoon van de rechter Johan Sippo baron van Harinxma thoe Slooten en vernoemd naar zijn grootvader die van 1934 tot 1939 procureur-generaal in Amsterdam was. Na het gymnasium is hij afgestudeerd in de rechten aan de Rijksuniversiteit Leiden en daarna was hij zes jaar advocaat in Rotterdam. In 1966 ging hij werken op de griffie van de provincie Utrecht waar hij het bracht tot hoofdcommies. In juni 1969 werd hij burgemeester van Doorn en in 1977 volgde zijn benoeming tot burgemeester van De Bilt wat hij tot 1990 zou blijven. Hij werd in Doorn opgevolgd door Ivo Opstelten, de latere burgemeester van onder andere Rotterdam en minister van Veiligheid en Justitie. Van Harinxma thoe Slooten overleed op 13 juni 2012 op 81-jarige leeftijd in de Zeeuwse plaats Nieuwerkerk.